# Tristano Manacorda
Tristano Manacorda (* 24. Oktober 1920 in Florenz; † 21. Mai 2008 in Pisa) war ein italienischer Physiker und Hochschullehrer.

## Leben
Tristano Manacorda wurde 1920 in Florenz als Sohn des Geisteswissenschaftlers Guido Manacorda geboren, der bekannt war für seine italienische Übersetzung von Goethes Faust und Richard Wagners Libretti. Er studierte theoretische Physik an der Universität Florenz und schloss sein Studium mit Auszeichnung im Jahre 1943 ab. An der Universität Florenz verblieb er als Assistent für theoretische Mechanik und Analysis bis 1948, als er an das Nationale Institut für höhere Mathematik in Rom wechselte und dann Assistent für theoretische Mechanik an der Universität La Sapienza wurde. Im Jahre 1956 gewann er den Wettbewerb um eine ordentliche Professur für theoretische Mechanik an der Universität Parma. An der Universität Pisa erhielt er 1960 eine Professur für theoretische Mechanik und begründete dort das Institut für Angewandte Mathematik.

## Werk
Manacorda ist einer der Begründer der modernen Kontinuumsmechanik, insbesondere zu extremen Verformungen. Diese Theorie, die in Italien eine lange Tradition hatte, wurde ursprünglich als zu abstrakt angesehen, um von praktischem Nutzen zu sein. Mit der zunehmenden Verbreitung hochdeformierbarer Produkte und Materialien wie Reifen, Polymere und Membranen erwies sie sich als wesentlich, um Verhalten vorherzusagen.

## Auszeichnungen
- Ordine del Cherubino der Universität Pisa
- Mitglied der Accademia Nazionale dei Lincei

## Publikationen (Auswahl)
- Lezioni di Meccanica Razionale
- Introduzione alla termomeccanica dei continui, ISBN 8-837-10176-7.